# 田口拓也
田口 拓也（たぐち たくや、1966年7月12日 - 2024年4月25日）は、株式会社コリス代表取締役。映画、テレビの編集技師。

## 人物
2002年の『リターナー』、2003年の『踊る大捜査線 THE MOVIE 2 レインボーブリッジを封鎖せよ!』で日本アカデミー優秀編集賞を2年連続受賞。
2024年4月25日、高血圧性心不全のため死去した。57歳没。『踊る大捜査線』シリーズではテレビドラマ放映時より長年製作に携わってきたことから、同年10月11日に公開された同作の続編にあたる『室井慎次 敗れざる者』および11月15日公開の『室井慎次 生き続ける者』のエンドロールには、それぞれ「田口拓也さんの思い出とともに」と追悼のメッセージが挿入された。

## 主な編集作品
- 白鳥麗子でございます!（1995年）
- ぼくたちの映画シリーズ 友子の場合（1996年）
- メッセンジャー（1999年）
- GTO（1999年）
- スペーストラベラーズ（2000年）
- 映画版 未来日記 The Future Diary On The Film（2000年）
- 世にも奇妙な物語 映画の特別編 ストーリーテラー、携帯忠臣蔵（2000年）
- サトラレ TRIBUTE to a SAD GENIUS（2001年）
- Returner（2002年）
- 踊る大捜査線 THE MOVIE 2 レインボーブリッジを封鎖せよ!（2003年）
- 踊る大捜査線 BAYSIDE SHAKEDOWN 2（2003年）
- 恋人はスナイパー劇場版（2004年）
- NIN×NIN 忍者ハットリくん THE MOVIE（2004年）
- サマータイムマシン・ブルース（2005年）
- ピーナッツ（2005年）
- 交渉人 真下正義（2005年）
- 子ぎつねヘレン（2006年）
- キサラギ（2007年）
- HERO（2007年）
- デトロイト・メタル・シティ（2008年）
- 曲がれ!スプーン（2009年）
- ブラック会社に勤めてるんだが、もう俺は限界かもしれない（2009年）
- 踊る大捜査線 THE MOVIE3 ヤツらを解放せよ!（2010年）
- プリンセストヨトミ（2011年）
- 踊る大捜査線 THE FINAL 新たなる希望（2012年）
- ストロベリーナイト（2013年）
- 脳内ポイズンベリー （2015年）
- HERO2（2015年）
- 本能寺ホテル（2017年）
- 吹く風は秋（2017年）
- 累-かさね-（2018年）
- ういらぶ。（2018年）
- マスカレード・ホテル（2019年）
- ジャズ喫茶ベイシー Swiftyの譚詩（Ballad）（2020年）
- 名も無き世界のエンドロール（2021年）
- マスカレード・ナイト（2021年）
- 劇場版ラジエーションハウス（2022年）
- 湯道（2023年）

### テレビドラマ
※特記事項がない限りフジテレビ制作。
- 世にも奇妙な物語（1992年 - ）
- ニュースなあいつ（1992年・読売テレビ）
- 悪いこと（1992年）
- NIGHT HEAD（1992年）
- 大人はわかってくれない（1992年）
- 上品ドライバー2渋滞（1993年）
- 白鳥麗子でございます!（1993年）
- チャンス!（1993年）
- 主婦たちのざけんなよ（1993年）
- じゃじゃ馬ならし（1993年）
- if もしも（1993年）
- マエストロ（1993年）
- 上品ドライバー4駐車（1994年）
- 29歳のクリスマス（1994年）
- 17才-at seventeen-（1994年）
- 総務課長戦場を行く!（1994年）
- 名探偵 明智小五郎（1994年）
- 幕末高校生（1994年）
- 時をかける少女（1994年）
- まだ恋は始まらない（1995年）
- 王様のレストラン（1995年）
- ヘルプ!（1995年）
- 踊る大上品ドライバー6ナビ（1996年）
- こんな私に誰がした（1996年）
- 魔法のキモチ（1996年）
- 古畑任三郎（1996年）
- サイボーグ（1996年）
- COACH（1996年）
- 爆裂分身娘（1997年）
- こんな恋のはなし（1997年）
- いいひと。（1997年）
- 踊る大捜査線（1997年）
- 総理と呼ばないで（1997年）
- 成田離婚（1997年）
- 今夜、宇宙の片隅で（1998年）
- 世界で一番パパが好き（1998年）
- 板橋マダムス（1998年）
- ニュースの女（1998年）
- 殴る女（1998年）
- 蘇える金狼（1999年・日本テレビ）
- お水の花道（1999年)
- 小市民ケーン（1999年）
- 古畑任三郎 vs SMAP（1999年）
- ショムニ2（2000年）
- 伝説の教師（2000年・日本テレビ）
- 億万長者と結婚する方法（2000年・日本テレビ）
- お見合い結婚（2000年）
- 明日があるさ（2001年・日本テレビ）
- 新・お水の花道（2001年）
- HERO（2001年）
- 恋人はスナイパー（2001年・テレビ朝日）
- イタリア通（2001年）
- アンティーク 〜西洋骨董洋菓子店〜（2001年）
- スタアの恋（2001年）
- ショムニFINAL（2002年）
- 恋人はスナイパー2（2002年・テレビ朝日）
- HR（2002年）
- 天才柳沢教授の生活（2002年）
- 熱烈的中華飯店 （2003年）
- 太閤記 サルと呼ばれた男（2003年）
- 徳川綱吉 イヌと呼ばれた男（2004年）
- 恋におちたら〜僕の成功の秘密〜（2005年）
- おかしなふたり（2006年）
- ザ・ヒットパレード〜芸能界を変えた男・渡辺晋物語〜（2006年）
- サプリ（2006年）
- 向井千秋 夢を宇宙に追いかけた人（2006年）
- こちら新宿駆けこみ寺〜泣き笑い玄さん奮闘記〜（2006年）
- 古畑任三郎Final（2006年）
- 警護官 内田晋三（2007年）
- プロポーズ大作戦#5（2007年）
- 暴れん坊ママ（2007年）
- 鹿男あをによし（2008年）
- シバトラ〜童顔刑事・柴田竹虎〜（2008年）
- 婚カツ!（2009年）
- 東京DOGS（2009年）
- 最後の約束（2010年正月）
- ラッキーセブン（2012年）
- ストロベリーナイト（2012年）
- 死の臓器（2015年・WOWOW）
- 坊っちゃん（2016年）
- 桜坂近辺物語（2016年）
- 元彼の遺言状（2022年）
- 競争の番人（2022年）
- 風間公親-教場0-（2023年）
- ONEDAY〜聖夜のから騒ぎ〜（2023年）

ほか。

### 配信
- 湯道への道_Amazon prime（2023年）

### 情報・バラエティ
- いとしのファブリオ（1990年）
- 曼陀羅図鑑（1990年）
- 哲学の傲慢（1991年）
- アメリカの夜（1991年）
- 46億年の100大ニュース（1990年）
- 征服王（1992年）
- 音楽の正体（1993年）
- Trap-TV（1993年）
- レボリューションNo.8（1994年）
- ラスタとんねるず（1994年）
- かしこ（1995年）
- ウンナンの桜吹雪は知っている（1995年）
- ウンナンの気分は上々（1996年）
- よゐこのわるぢえ（1997年）